# مسجد الإمام أبو الحسن الشاذلي
مسجد الإمام أبو الحسن على الشاذلي، هو أحد المساجد التي أُنشئت في عصر الدولة الأيوبية في مصر، يقع بمحافظة البحر الأحمر.

## وصفه
يتكون ضريح أبي الحسن على الشاذلي القديم من مبنى مثمن الشكل بكل ضلع من أضلاعه السبعة نافذة واحدة مستطيلة والثانية على شكل قماري (أي فتحتان معقودتان تعلوهما دائرة أو معين) وهكذا بالتناوب، أما الضلع الثامن فيوجد به مدخل الضريح. ويتوسط الضريح ثمانية أعمدة تقوم فوقها رقبة مرتفعة تعلوها قبة مدببة. وقد غطى الجزء المحصور بين القبة والمثمن الخارجي سقف مسطح كما زخرف أعلى جدران المثمن بشرافات مسننة. وفي جنوب الضريح أقامت وزارة الأوقاف الآن مسجدا ووصلت بينه وبين مدخل الضريح بممر مسقوف. وقد زودت المسجد بميضأة ودورة للمياه. كما أقامت في الجهة الجنوبية والغربية من المسجد مدرسة لتحفيظ القرآن وسكنا لشيخ المسجد والقائم بالتدريس في المدرسة.

## روابط خارجية
- آثار القاهرة الإسلامية نسخة محفوظة 31 مايو 2014 على موقع واي باك مشين.